# Бела Мезе
Бела Мезе (мађ. Mező Béla Elemér) је био мађарски атлетичар који се такмичио на Летњим олимпијским играма 1904. године.

## Спортска биографија
Године 1904. био је трећи у својој првој рунди такмичења на 100 м и није прошао у финале. У дисциплини 60 метара такође је елиминисан у првој рунди након што је завршио као четврти у својој трци, замало је био дисквалификован због два погрешна старта, али су остали спортисти у његовој трци одбили да буде кажњен.
Учествовао је и на такмичењу у скоку удаљ, али његов тачан резултат није познат. У сва три такмичења био је једини европски такмичар.
Члан Мађарског атлетског клуба (МАЦ) поставио је рекорде у дисциплини 100 јарди освајајући државна првенства и награђен је трофејем Вечног шампиона Мађарске 1903. Изабран је да представља Мађарску на Олимпијским играма 1904. у Сент Луису.
Нажалост, због тешког трансатлантског прелаза и повезаних стомачних тегоба, није се такмичио у пуној форми, трчао је своје олимпијске трке прилично лоше и није био у стању да парира нивоима својих шампионских перформанси.
Након своје спортске каријере, постао је цењени хирург и помоћни професор медицинске школе, имао је неколико патената укључујући хируршки прах који се широко користио за лечење постоперативних рана. У каснијим годинама развио је посебне третмане засноване на симпатичком нервном систему тела.
Др Мезе је волео природу као страствени ловац и заштитник дивљег света, а касније и као рибар. У својој професији је био активан до краја живота.

## Радови
- „Хируршке болести мокраћних органа“ (Будимпешта, 1919)
- Простата болести (Будимпешта, 1929)
- „Инфламаторне болести уринарног тракта“ (Будимпешта, 1933)